# Worth Street (Lexington Avenue Line)
Worth Street is een voormalig station van de metro van New York aan de Lexington Avenue Line in het stadsdeel Manhattan. het station werd gesloten als gevolg van de verlenging van de perrons van Brooklyn Bridge-City Hall.
 ·  ·  ·  ·  ·  ·  ·  ·  · 